# Paul Kay
Paul Kay (* 1934 in New York City) ist ein US-amerikanischer Linguist und Anthropologe.

## Leben
Er ist emeritierter Linguistik-Professor an der University of California, Berkeley und, zusammen mit Brent Berlin, Autor einer bekannten Studie über Farbbezeichnungen in den Sprachen der Welt (Basic Color Terms).
Nach seinem erfolgreichen Abschluss als B.A. in Wirtschaftswissenschaften an der Tulane University, Phi Beta Kappa 1955, erfolgte ein Jahr später seine Heirat mit Patricia Ann Boehm, mit der er zwei Kinder hat (geboren 1961 und 1963). Paul Kay absolvierte ab 1958 seinen Militärdienst in der United States Army und erlangte 1963 die Promotion in Sozial-Anthropologie der Harvard University. Die nun folgenden Stationen und Berufstätigkeiten waren:
- 1963–64 Postdoc an der Stanford-Universität.
- 1964–65 Assistenz-Professor für Politikwissenschaft am Massachusetts Institute of Technology.
- 1965–66 Fellow am Center for Advanced Study in the Behavioral Sciences, Stanford, Kalifornien

Von 1966 bis 1969 avancierte Paul Kay zum Associate Professor für Anthropologie an der Universität von Kalifornien zu Berkeley und wurde 1967 gleichzeitig Forschungsleiter am Language Behavior Research Laboratory, U.C. Berkeley, was er bis 1974 auch blieb. Paul Kay blieb nun beruflich Berkeley treu und lehrte von 1970 bis 1982 als Professor für Anthropologie und anschließend bis 1995 Linguistik an der U.C.
1997 wurde Kay in die National Academy of Sciences gewählt.

## Veröffentlichungen
- mit Brent Berlin: Basic Color Terms. Their Universality and Evolution. University of California Press, Berkeley CA 1969.